# Pontus Carlsson (fotbollsspelare)
Nils Erik Pontus Carlsson, född 10 september 2004 är en svensk fotbollsspelare (mittfältare) som spelar för Sandvikens IF. 

## Klubblagskarriär
Pontus Carlsson är uppvuxen i den lilla byn Ekenäs i Hylte kommun och började som sjuåring spela fotboll i moderklubben Hyltebruks IF. Redan som 14-åring gjorde han sin A-lagsdebut i Division 4 Halland och året därpå lämnade han klubben för spel med Halmstads BK.
Under sin andra säsong i Halmstads BK, 2021, började han träna med seniorlaget och i november samma år flyttades han också upp i A-laget då han skrev på ett treårskontrakt med klubben. Beskedet att han kontrakterats kom bara dagar efter att han vunnit U21-Allsvenskan med Halmstads BK. Kort efter att Carlsson blivit uppflyttad degraderades klubben från Allsvenskan, sedan de förlorat kvalmötet mot Helsingborgs IF.
Efter att ha suttit med på bänken i Allsvenskan 2021 fick Pontus Carlsson göra sin tävlingsdebut för Halmstads BK via ett inhopp i 1-1-matchen mot IF Brommapojkarna i Svenska Cupen den 22 februari 2022. Några månader senare kom också debuten i Superettan, då Carlsson hoppade in i 4-1-segern mot Östers IF den 19 maj 2022. Det blev därefter ytterligare ett inhopp i serien när Halmstads BK via en andraplats tog sig upp i Allsvenskan igen.
Den 13 augusti 2023 debuterade Carlsson i Allsvenskan då han stod för ett inhopp i 1-3-förlusten mot IFK Norrköping.
I mars 2024 lånades Carlsson ut till Ettan Södra-klubben Falkenbergs FF. I juli 2024 avbröts låneavtalet i förtid. Samma månad lånades Carlsson istället ut till Ettan Södra-klubben Tvååkers IF på ett låneavtal över resten av året.
I december 2024 värvades Carlsson av Sandvikens IF, där han skrev på ett treårskontrakt.

## Landslagskarriär
Pontus Carlsson har representerat Sveriges U19-landslag.
Hans enda landskamp kom den 7 september 2021 när Sveriges P17-landslag besegrade Danmark med 2-1 i en fyrnationsturnering.

## Statistik
| Klubb                | Säsong             | Liga               | Liga    | Liga | Nationell cup | Nationell cup | Totalt  | Totalt |
| Klubb                | Säsong             | Division           | Matcher | Mål  | Matcher       | Mål           | Matcher | Mål    |
| -------------------- | ------------------ | ------------------ | ------- | ---- | ------------- | ------------- | ------- | ------ |
| Hyltebruks IF        | 2019               | Division 4 Halland | 12      | 5    | —             | —             | 12      | 5      |
| Hyltebruks IF        | 2020               | Division 5 Halland | 3       | 1    | —             | —             | 3       | 1      |
| Hyltebruks IF        | Totalt             | Totalt             | 15      | 6    | —             | —             | 15      | 6      |
| Halmstads BK         | 2022               | Superettan         | 2       | 0    | 3             | 0             | 5       | 0      |
| Halmstads BK         | 2023               | Allsvenskan        | 1       | 0    | 1             | 0             | 2       | 0      |
| Halmstads BK         | Totalt             | Totalt             | 3       | 0    | 4             | 0             | 7       | 0      |
| Falkenbergs FF (lån) | 2024               | Ettan Södra        | 9       | 0    | 1             | 0             | 10      | 0      |
| Tvååkers IF (lån)    | 2024               | Ettan Södra        | 14      | 1    | 1             | 0             | 15      | 1      |
| Totalt i karriären   | Totalt i karriären | Totalt i karriären | 41      | 7    | 6             | 0             | 47      | 7      |